# Video/Film Express
Video/Film express was een grote Nederlandse filmdistributeur, gevestigd in Houten. Het bedrijf was opgericht in 1991.
Video/Film express was een van de bekendste filmdistributeuren van Nederland. Het bedrijf distribueerde Nederlandse producties als New Kids Turbo, Oorlogswinter, Komt een vrouw bij de dokter, De brief voor de koning en Caged.
Per 1 januari 2012 ging het bedrijf verder als Benelux Film Distributors Home Entertainment, als onderdeel van Benelux Film Distributors.